# Popular
Popular er en engelsksproget sang af den svenske sanger Eric Saade. Sangen er skrevet af Frederik Kempe og var Sveriges bidrag til Eurovision Song Contest 2011 i Düsseldorf, Tyskland. 

## Eurovision Song Contest 2011
Eric Saade vandt stort den svenske finale Melodifestivalen 2011 i globen den 12. marts. Sangen fik både flest stemmer hos seerne og juryerne. Herefter fremførte han sangen ved den anden semi-finale ved ESC, hvor han gik videre til finalen. Den 14. maj sang han igen popular og endte på en 3. plads med 185 points, hvilket er Sveriges bedste resultat siden 1999. Sangen var en af favoritterne til at vinde. Sangen er desuden at finde på Erics kommende album.
Popular er et up-tempo popnummer. Sangen er set ud fra en mands perspektiv, hvor sangeren synger om at vinde kærligheden hos en kvinde. Han vil være "populær", så han dermed kan opnå sine ønsker, altså vinde kvindens gunst. 